# Пемонский язык
Пемо́нский язык (пемон) — язык южноамериканского индейского народа пемон. Он принадлежит к карибским языкам. Распространён на юго-востоке Венесуэлы (прежде всего в Национальном парке Канаима), северо-западе Бразилии (штат Рорайма) и в Гайане (селение Паруима на западе страны).

## Письменность
До начала XX века пемонский был исключительно устным языком. Позднее, в основном благодаря содействию католических миссионеров (особенно Армельяды и Гутьерреса Саласаров) была разработана письменность на основе латинского алфавита с добавлением диакритических знаков. Были изданы словари и грамматики.

## Грамматика
Местоимения в пемонском языке:
| местоимение   | перевод           |
| ------------- | ----------------- |
| yuurö         | я                 |
| amörö         | ты                |
| mö'rö, mesere | он, она           |
| yuurötokon    | мы                |
| inna          | мы (эксклюзивное) |
| amörönokon    | вы                |
| ichamonan     | они               |

### Синтаксис
Основным порядком слов в пемонском языке является SOV, который чередуется с OVS.